# Borbe za Virovitički mostobran
Borbe za Virovitički mostobran vođene su između NOVJ i njemačkog Wehrmachta tijekom veljače 1945. godine s ciljem da Wehrmacht spriječi plan NOVJ da širenjem slobodnog teritorija u Slavoniji prekine put dostave materijala za njemačke snage utvrđene na Srijemskoj fronti.
Snage NOVJ su provalom iz Mađarske tijekom rujna i listopada 1944. godine oslobodile veći dio Slavonije i Podravinu (Podravska operacija), ali su njemačko—kvislinške snage tijekom veljače 1945. godine prisilile NOVJ na neuspješnu obranu Virovitičkog mostobrana i njezino povlačenje.

## Formiranje oslobođenog područja pod konotrolom NOVJ
Tijekom rujna i listopada 1944. NOVJ je proširila oslobođeno područje u Slavoniji i Podravini. 9. rujna oslobođena je Požega, 13. rujna Daruvar, 15. rujna Pakrac. Kad je 5. listopada oslobođena Virovitica, slobodni teritorij je znatnom širinom izbio na Dravu. Daljnje širenje ograničeno je neuspješnim napadima na Koprivnicu 13.-18. listopada i Našice 18.-24. studenog 1944. godine.
Nakon forsiranja Dunava kod Apatina i Batine 11. studenog 1944., 57. armija Crvene armije potpomognuta Dvanaestim korpusom NOVJ napredovala je kroz dijelove Mađarske na lijevoj strani Drave. Početkom prosinca ove snage oslobodile su Barcs, čime je ostvarena neposredna veza sa slobodnom Viroviticom. Time je otvorena perspektiva da se u Slavoniju ubace krupnije snage koje bi mogle prodrijeti u dolinu Save, izazivajući na taj način kolaps Srijemske fronte i prekidajući trasu za izvlačenje Armijske grupe E. Time je slobodni teritorij u Slavoniji i Podravini postala u pravom smislu riječi saveznički mostobran uklinjen u osjetljiv prostor od velikog značaja za njemačke snage Zapovjedništva Jugoistoka.
Međutim, ove operativne prijetnje kojih su se Nijemci pribojavali nisu ostvarene. Zapovjedništvo Crvene armije imalo je druge planove. Naprotiv, umjesto prelaska u Slavoniju, nakon uspostavljanja neposredne veze između snaga sa obje strane Drave, sovjetski stožeri tražili su od snaga NOVJ da interveniraju svojim snagama preko Drave u Mađarskoj, u pozadini njemačke bojišnice. Na desnu obalu Drave Crvena armija prebacila je samo jedan puk 233. divizije, koji se na mostobranu borio od 10. prosinca 1944. do 20. siječnja 1945.
Budući da je Virovitički mostobran predstavljao potencijalnu prijetnju, stožer 69. njemačkog korpusa tijekom prosinca neuspješno je pokušavao da ga likvidira raspoloživim njemačkim i ustaško-domobranskim snagama. Na mostobran su tijekom prosinca 1944. i siječnja 1945. prebačene sve tri divizije 12. vojvođanskog korpusa NOVJ, tako da su se na njemu nalazila tri korpusa (Šesti, Deseti i Dvanaesti), od 1. siječnja 1945. pod zapovjedništvom Treće armije JA.

## Borbe za mostrobran
Kad je Armijska grupa E tijekom prosinca 1944. i siječnja 1945. uspjela osloboditi svoje snage koje su bile vezane u Crnoj Gori i Sandžaku, znatne snage prebacila je na područje između Save i Drave. Tijekom siječnja organizirala je protuvofenzivu na Srijemskoj fronti (operacija Zimska oluja), a tijekom veljače operaciju za likvidaciju Virovitičkog mostobrana (operacija Vukodlak). 
Početkom veljače 1945. Armijska grupa E konačno je uspjela privući odgovarajuće snage za napad na mostobran. Ovim napadnom namjeravali su ukloniti stalnu operativna prijetnju, i istovremeno stvoriti uvjete za amibicioznu njemačku operaciju "Fruhlingserwachen" u ožujku, kojom je njemačko Vrhovno zapovjedništvo namjeravalo preokrenuti tijek rata na istoku i jugoistoku. U ovom smislu, Virovitički mostobran predstavljao je istureni obrambeni položaj snaga Crvene armije u južnoj Mađarskoj.
Za operaciju Vukodlak Armijska grupa E uspjela je koncentrirati šest njemačkih divizija uz pet samostalnih bataljuna, te elitnu formaciju NDH, Prvu hrvatsku udarnu diviziju, uz tri bojne 2. ustaškog stajaćeg zdruga. Operacija je počela 6. veljače 1945. u rano jutro. Glavni pravac napada bio je od Našica preko Slatine ka Virovitici. Na ovom pravcu zapovjedao je stožer 91. korpusa. Nastupanjem sa zapada prema Virovitici rukovodio je stožer 15. kozačkog konjičkog korpusa. Postigavši iznenađenje u pogledu glavnog pravca napada, njemačke snage uspješno su napredovale. Suočen sa koncentričnim nastupanjem Nijemaca, stožer Treće armije JA bio je prisiljen evakuirati Viroviticu. Odlučeno je da se 12. korpus prebaci preko Drave u Mađarsku, dok su 6. i 10. ostali da se bore u Slavoniji. Evakuacija 12. korpusa izvršena je tijekom 9. veljače i tokom noći 9./10. veljače. Nijemci su 10. veljače ušli u Viroviticu, čime je Virovitički mostobran prestao postojati.
U nastavku operacija od 16. do 28. veljače 1945. Nijemci su uspjeli ovladati gradovima i probiti se putevima u Slavoniji, nastojeći da unište snage 6. i 10. korpusa NOVJ. Kako im to nije uspjelo, nakon operacije povukli su snage iz središnjeg dijela Slavonije i, pored sudjelovanja u ofenzivi na Dravi, prvenstveno se koncentrirali na obranu doline Save.
Na mostobranu su za svo vrijeme njegovog postojanja vođene teške i uporne borbe uz obostrane velike žrtve. Od 1. siječnja do 10. veljače 1945. ukupni gubici Treće armije JA iznosili su 1675 poginulih, 4911 ranjenih i 1241 nestalih boraca.